# 奥斯蒂斯
奥斯蒂斯（義大利語：Austis），是意大利撒丁大区努奥罗省的一个市镇。总面积50.72平方公里，人口891人，人口密度17.6人/平方公里（2009年）。ISTAT代码为091004。